# Mathilde Mallinger
 Mathilde Mallinger, née Mathilde Lichtenegger le 17 février 1847 à Graz et morte le 19 avril 1920 à Berlin est une artiste lyrique croate.

## Biographie
Mathilde Lichtenegger est la fille du compositeur et professeur de musique  Vatroslav Lichtenegger (en), elle étudie le chant avec Giovanni Battista Gordigiani au conservatoire de Prague et avec Richard Lewy (de) à Vienne. Pendant son séjour à Vienne, elle rencontre Richard Wagner, qui, après l'avoir entendu chanter, la recommande à l'Opéra d’État de Bavière à Munich qui l'engage. Elle a fait ses débuts à l'opéra en 1866 dans le rôle-titre de la Norma de Vincenzo Bellini. Elle passe les trois années suivantes sur cette même scène, en chantant principalement les rôles de Wagner comme Elsa dans Lohengrin , et Elisabeth dans Tannhäuser. Elle créé le rôle d'Eva dans la première mondiale des Maîtres chanteurs de Nuremberg, le 21 juin 1868.
Mallinger quitte Munich pour rejoindre les principaux artistes à l'opéra d'État Unter den Linden de Berlin (la Staatsoper Berlin) en 1869 où elle chante jusqu'en 1882. Elle a notamment chanté dans la première de Lohengrin (Elsa, 1869) à Berlin, Die Meistersinger von Nürnberg (1870) et Aïda de Giuseppe Verdi (Aïda, 1874). Elle a également chanté le rôle d'Ingeborg dans la première mondiale de Frithjof de Bernard Hopffner (11 avril 1871) et chanté dans la première de Cesario oder was ihr wollt de Wilhelm Taubert (13 novembre 1874). Les autres rôles qu'elle a chanté à Berlin sont Léonore dans Fidelio, Agathe dans Der Freischütz, Sieglinde dans la Walkyrie, Valentine dans Les Huguenots et plusieurs héroïnes de Mozart y compris Pamina, Donna Anna et la Comtesse Almaviva.
Mallinger avait une célèbre rivalité avec la soprano Pauline Lucca à l'opéra de Berlin. Le conflit entre elles s'est étendu auprès de leurs fans, les supporters de Mallinger et les partisans de Lucca, s'interpellant les uns et les autres. La tension a atteint son comble, le 27 janvier 1872 lors d'un représentation des Les noces de Figaro dans lequel Mallinger a chanté le rôle de la Comtesse et  Lucca, Cherubino. Au cours de la représentation les partisans de Mallinger ont hué Lucca si durement qu'elle a été empêchée de chanter son aria. Bouleversée par cet événement, Lucca a rompu son contrat avec l'opéra et a quitté la capitale allemande pour se produire ailleurs.
En dehors de Berlin, Mallinger a fait un certain nombre d'apparitions à l'Opéra d'État de Vienne et au Théâtre Mariinsky de Saint-Pétersbourg. Même si elle a pris sa retraite de la scène de l'opéra en 1882, elle a continué à se produire comme chanteuse jusqu'en 1895. Elle a été mariée au Baron Otto Schimmelpfenig Oye (1838-1912), qui, sous le nom d'Otto Düringsfeld, est apparu comme acteur au Palace Theater de Berlin. Leur fille Marie Mallinger (1878-1959) était une chanteuse d'opéra qui s'est produite au Théâtre de Elberfeld et dans  divers théâtres de Berlin. Marie a épousé Martin Zickel (1877-1932), acteur et metteur en scène allemand de Berlin.
De 1890-1895, Mallinger a travaillé comme professeur de chant à Prague, puis a enseigné à l'Eichelberg'schen Konservatorium à Berlin jusqu'à sa mort. Parmi ses élèves figurent Lotte Lehmann, Johannes Bischoff, Emmy Neiendorff, Henny Trundt et Florence Wickham. 

## Sources
- (en) Cet article est partiellement ou en totalité issu de l’article de Wikipédia en anglais intitulé « Mathilde Mallinger » (voir la liste des auteurs).
- (de) E. Marktl, « "Mallinger Mathilde », Österreichisches Biographisches Lexikon 1815–1950, vol. 6,‎ 1975 (ISBN 3-7001-0128-7).
- (de) Ludwig Eisenberg: Grand biographisches Lexikon der Deutschen Bühne im 19. Jahrhundert. Liste, Leipzig, 1903, S. 634-635.